# Selberlebensbeschreibung

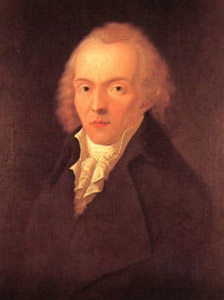
Jean Paul (1763–1825)

Die Selberlebensbeschreibung enthält Kindheitserinnerungen, die Jean Paul vom 14. Juli 1818 bis zum 22. Januar 1819 schrieb. Das Fragment gab Christian Otto 1826 bei Joseph Max in Breslau aus dem Nachlass des Dichters im ersten Band der Reihe „Wahrheit aus Jean Pauls Leben“ heraus.
Eine Kindheit in niederdrückender Armut wird lächelnd offengelegt. „Meine Biographie ist bloß eine Idylle; beschränktes Glück“, leitet ein Satz Jean Pauls die Erstausgabe ein.

## Form
Jean Paul wollte mit seiner Autobiographie dem Leser das Verständnis seiner Romane erleichtern. Da geht es zum Beispiel um jene Sehnsucht, die keinen Namen trägt. So wird auch beschrieben, wie Jean Paul als Junge „nach Tönen lechzete“. Er schreibt: „Ach, leichte, dünne, unsichtbare Klänge beherbergen ganze Welten für das Herz.“ An mehreren Stellen im Text weist Jean Paul auf Koinzidenzen im Leben des kleinen Paul mit Passagen aus dem Leben seiner Romanhelden – zum Beispiel aus dem des Quintus Fixlein – hin.
„Geneigteste Freunde und Freundinnen!“ beginnt Jean Paul seine „historischen Vorlesungen“. Wenn der selbsternannte „Professor der Geschichte“ einmal abschweift, kehrt er ziemlich rasch „zu unserer Geschichte zurück“; schreitet „sogleich wieder mit dem Leben des Helden chronologisch“ fort. Manche Erinnerungen „dieses kleinen historischen Monodramas“ sind blass – vor allem, wenn sie aus frühester Kindheit herüberblinken wie jenes „ferne nachdunkelnde Bild“ des Alumnus, der mit dem kleinen Hans Paul freundlich gewesen war. Und der Name seiner ersten Liebe in Joditz – war der nun Augusta oder Augustina? Jean Paul, der Verfasser der vogtländischen Idylle, weiß es nicht mehr, doch auch in Liebesdingen regt er den Leser zum Grübeln an; zum Beispiel wenn er zwischen Lieben und Liebe unterscheidet.
„Glauben Sie mir...“ wendet sich Jean Paul an den Leser. Dieser Autor hat das Lügen nicht mehr nötig. Und trotzdem schriebe er viel lieber eine Lügengeschichte – sprich Roman – als seine Autobiographie.
Die Kapitel der Biographie sind nach den Wohnorten des Helden benannt – Wunsiedel, Joditz, Schwarzenbach. Der Autor beherrscht sein Handwerk. Wenn er zum Beispiel von „einem weißdunklen kurzen Dezembertag“ schreibt, ist der Leser im Bilde. Der Schriftsteller nimmt selbst „kindische Kleinigkeit“ in seine „Vorlesungen“ auf. Diese könnten aber gerade den Wert des Textes ausmachen, denn der Leser hat vermutlich äquivalente Kindheitserinnerungen wie diese: „Nie vergeß' ich die noch keinem Menschen erzählte Erscheinung in mir, wo ich bei der Geburt meines Selbbewußtseins stand, von der ich Ort und Zeit anzugeben weiß. An einem Vormittag stand ich als ein sehr junges Kind unter der Haustüre und sah links nach der Holzlege, als auf einmal das innere Gesicht »ich bin ein Ich« wie ein Blitzstrahl vom Himmel vor mich fuhr und seitdem leuchtend stehen blieb: da hatte mein Ich zum ersten Male sich selber gesehen und auf ewig. Täuschungen des Erinnerns sind hier schwerlich gedenkbar.“

## Inhalt

### Handlung
- Wunsiedel

Geboren wird der Dichter zum Frühlingsanfang des Jahres 1763 am Morgen um 1.30 Uhr in „Wonsiedel“. Seine Mutter Sophia Rosina Richter war die Tochter des wohlhabenden Tuchmachers Johann Paul Kuhn in Hof. Der Name Johann Paul Friedrich Richter ist aus den Namen der beiden Taufpaten Jeans Pauls „zusammengeschossen“. Der eine war sein Großvater aus Hof und der andere ein gewisser Buchbinder Johann Friedrich Thieme. Der Großvater väterlicherseits hieß Johann Richter und war Rektor in Neustadt am Kulm; schöpfte 35 Jahre lang aus „dieser gewöhnlichen baireuthischen Hungerquelle für Schulleute“. Jean Pauls Vater Johann Christian Christoph Richter war am 16. Dezember 1727 dort geboren worden, hatte in Jena Tonkunst und in Erlangen Theologie studiert und sich bis 1759 in Bayreuth  als Hauslehrer abgeplagt. 1760 hatte der Vater die Stelle als Organist und Lehrer in Wunsiedel errungen und am 13. Oktober 1761 Sophia Rosina geheiratet.
- Joditz (1765 bis 177[5])[A 2]

Die Freifrau von Plotho in Zedwitz ernennt 1765 den Vater zum Pfarrer von Joditz. Paul und seine drei jüngeren Brüder – Adam, Gottlieb und Heinrich – werden vom Vater täglich sieben Stunden im Katechismus und in Latein unterwiesen. Eigentlich müssen die Jungen nur auswendig lernen. Jean Paul lobt sich und seinen Lehrer. Niemals wird der Schüler Paul „ausgeprügelt“; stets weiß er „das Seinige“. Immer einmal gesteht Jean Paul seinen „Haus- und Winkelsinn“. Da freut er sich, wenn bei grimmigem Frostwetter der lange Tisch gegen die Ofenbank geschoben wird. Im Sommer dann tollen Paul und seine Brüder auf dem Hof neben der Pfarre umher; ahmen die über ihnen kreuzenden Dorfschwalben nach. In der Scheune erklimmt Paul einen frei ragenden Balken und springt tief hinab ins Heu, „um unterwegs das Fliegen zu genießen“.
Jedes Mal wenn ein Leichenzug von der Kirche aus auf dem Wege zum Friedhof ist, muss Paul in der Kirche allein zurückbleiben, die Bibel in die Sakristei tragen und hat die „nachstürzende Geisterwelt auf dem Nacken“. Am Bett einer steinalten, gichtbrüchigen Frau macht er – mit Gesangbuch gerüstet – einen Krankenbesuch ganz wie der Vater. Der Marsch Pauls zu den Großeltern nach Hof bringt der zuweilen darbenden Familie in Joditz nicht nur einen Sack voll von heißbegehrten Lebensmitteln. Der tapfere Wanderer vom Dorfe erkundet Hof, die Stadt an der Saale.
Zwei kleine Schwestern, früh gestorben, lässt Paul in Joditzer Erde zurück.
- Schwarzenbach an der Saale

Nachdem Pfarrer Barnickel „endlich“ gestorben ist, darf Pauls Vater dessen Stelle in Schwarzenbach einnehmen. Die Familie ist aus dem Gröbsten heraus. Paul verschlingt nicht nur die „Robinson-Crusoe“-Lektüre. Der angehende Philosoph wagt sich an Gottscheds „Weltweisheis“ heran und findet diese „bei aller Trockenheit und Leerheit“ erquickend „wie frisches Wasser“. Seiner zweiten Liebe, der Katharina Bärin, gibt Paul den ersten Kuss auf den Mund. Jean Paul schreibt: „… dann drückt' ich – der ich in Joditz nie in den Himmel des ersten Kusses kommen konnte, und der nie die geliebte Hand berühren durfte – zum ersten Male ein lange geliebtes Wesen an Brust und Mund. Weiter wüßt' ich auch nichts zu sagen, es war eine Einzigperle von Minute, etwas, das nie da war, nie wiederkam; eine ganze sehnsüchtige Vergangenheit und Zukunft-Traum war in einen Augenblick zusammen eingepreßt; – und im Finstern hinter den geschloßnen Augen entfaltete sich das Feuerwerk des Lebens für einen Blick und war dahin. Aber ich hab' es doch nicht vergessen, das Unvergeßliche.“. Gleich darauf fällt Paul aber wieder in das Lieben auf Entfernung – „vom Fenster aus“ – zurück.

## Zitate
- „Denn die reine Liebe will nur geben und nur durch Beglücken glücklich werden.“[16]
- „Der Tod ist der eigentliche Schauspieldirektor und Maschinenmeister der Erde.“[17]
- „Für Kinder gibt es kaum Abschiede; denn sie kennen keine Vergangenheit, sondern nur eine Gegenwart voll Zukunft.“[18]
- „Noch besser als alle Aufgaben sind vielleicht gar keine.“[19]

## Rezeption
- Eckermann[20] gibt einen Ausspruch Goethes vom 30. März 1831 wieder: „Jean Paul hat nun, aus Geist des Widerspruchs, Wahrheit aus seinem Leben geschrieben!“[A 3]
- Während Miller[21] versichert, Jean Paul hätte die Niederschrift abgebrochen, weil er die Lust verloren habe, äußert de Bruyn[22], der Dichter hätte gerne weitergemacht; wollte noch den befreundeten Herder ehren.
- Robert Minder[23] schreibt 1963, Jean Paul habe seine Erinnerungen „als Labetrunk für Bedürftige“ geschrieben.
- Goltz (Buch der Kindheit (1847)) und von Kügelgen (Jugenderinnerungen eines alten Mannes (Herausgabe 1870)) hätten die „Selberlebensbeschreibung“ als Vorbild genommen[24].
- Jean-Paul-Biographen (zum Beispiel Ortheil[25] und Ueding[26]) gehen auf den Text als Beleg für die bittere Armut im Vaterhause ein.

### Textausgaben
Verwendete Ausgabe
- Selberlebensbeschreibung. S. 1037–1103 in: Norbert Miller (Hrsg.): Jean Paul. Sämtliche Werke. Abteilung I. Sechster Band. Schmelzles Reise nach Flätz. Dr. Katzenbergers Badereise. Leben Fibels. Der Komet. Selberlebensbeschreibung. Selina. Wissenschaftliche Buchgesellschaft, Darmstadt 2000 (Lizenzgeber: Carl Hanser, München 1963 (4. Aufl. 1987)). Ohne ISBN (Bestellnummer 14965-3, 1389 Seiten)

### Sekundärliteratur
- Otto Schönberger (Hrsg.): Johann Peter Eckermann: Gespräche mit Goethe in den letzten Jahren seines Lebens. Reclam, Stuttgart 1994 (RUB Nr. 2002), ISBN 3-15-002002-6
- Günter de Bruyn: Das Leben des Jean Paul Friedrich Richter. Eine Biographie. Halle (Saale) 1975, ISBN 3-596-10973-6
- Peter Sprengel (Hrsg.): Jean Paul im Urteil seiner Kritiker. Dokumente zur Wirkungsgeschichte Jean Pauls in Deutschland. Beck, München 1980, ISBN 3-406-07297-6
- Hanns-Josef Ortheil: Jean Paul. Rowohlt, Reinbek bei Hamburg 1984, ISBN 3-499-50329-8
- Gert Ueding: Jean Paul. Beck, München 1993, ISBN 3-406-35055-0
- Christoph Zeller: Allegorien des Erzählens. Wilhelm Raabes Jean-Paul-Lektüre. Metzler, Stuttgart 1999, ISBN 3-476-45218-2.